# Marktstad

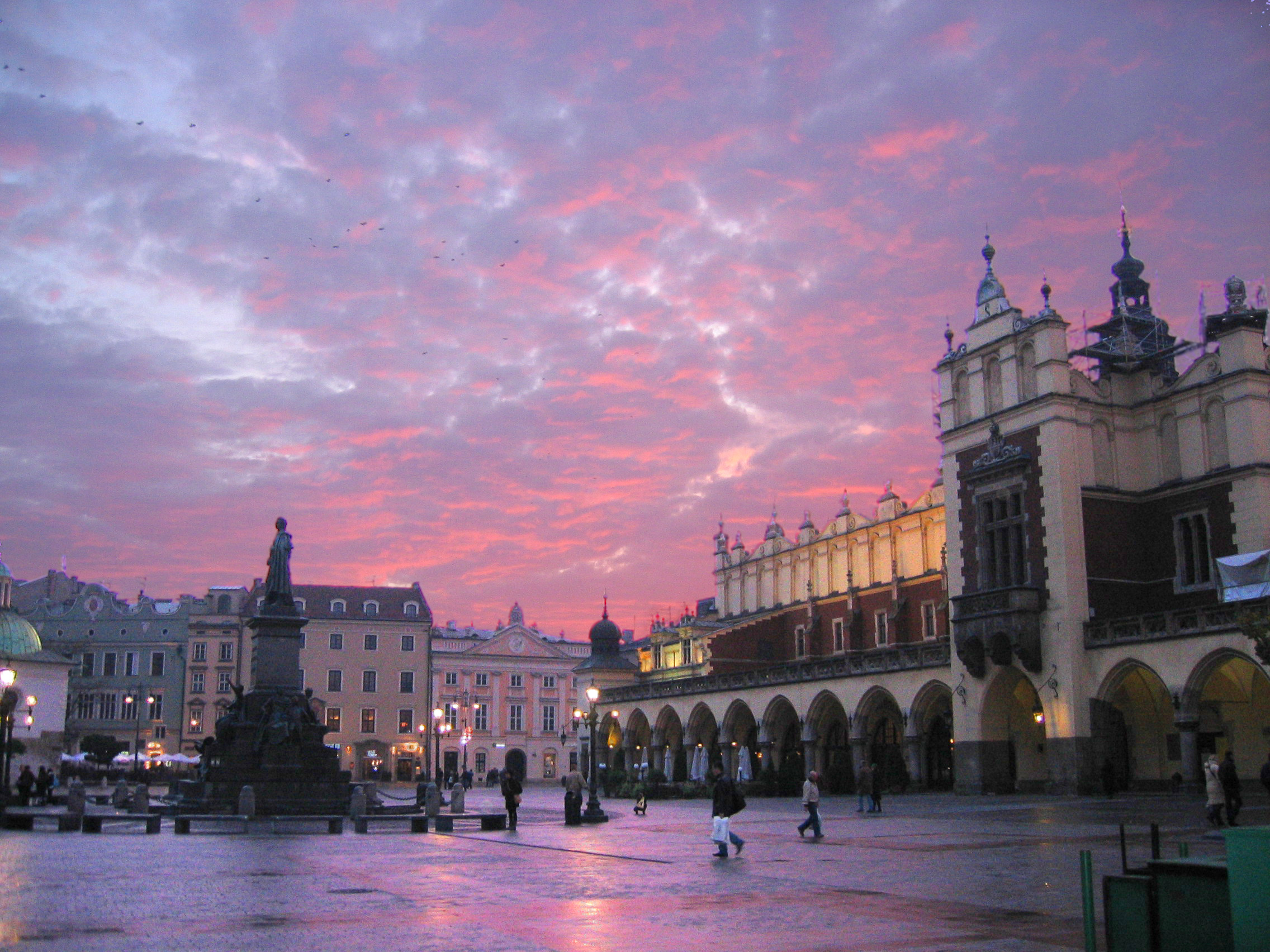
De markt van Krakau.

Een marktstad was in de middeleeuwen in Europa een stad die marktrechten had. Deze rechten konden worden gegund door de persoon of organisatie die de bestuursmacht over het betreffende gebied had. Dat was veelal een zogenaamde leenheer die gebruiksrechten over het gebied had gekregen van de eigenaar, bijvoorbeeld een vorst of de kerk, en in ruil daarvoor bepaalde verplichtingen op zich had genomen. De inkomsten gingen grotendeels naar de heren. Zo kreeg Eindhoven in 1232 marktrechten van de hertog van Brabant, tegelijk met de stadsrechten. Enige van de eerste plaatsen in de Lage Landen die onder het leenstelsel markrechten kregen waren Oldenzaal (1049) en Stavoren (1061).
Ook in oudere tijden, onder andere heersers met een ander bestuursstelsel, kon een plaats markrechten krijgen. Zo kregen onder de Romeinen de toenmalige nederzettingen Nijmegen, Voorburg en vermoedelijk Heerlen in de tweede en derde eeuw marktrechten naar Romeins recht. In Europa komen markt- en stadsrechten voornamelijk voor in gebieden waar de Romeinse bestuursstructuur was verdwenen na de volksverhuizingen van de late oudheid.
Op een middeleeuwse week- of dagmarkt kwamen verkopers veelal uit de omgeving met vee, land- en tuinbouwproducten en producten van nijverheid, voornamelijk benodigd voor de dagelijkse bedrijvigheid of het gebruik. De heer kon verplicht stellen dat bewoners rondom een marktstad hun producten alleen op de betreffende markt mochten aanbieden, of alleen burgers van een stad mochten er handel drijven. De mensen kwamen ook van ver, zo is in Helmond bij opgravingen ter hoogte van de veestraat een middeleeuws muntje uit Venetië gevonden. Jaarmarkten boden veelal producten aan die men minder vaak kocht, daar werd ook door handelaren ingekocht die hun waren dan weer elders op jaarmarkten aanboden.
Door de manier waarop een markt was georganiseerd, de voorschriften waaraan kopers en verkopers zich moesten houden en het toezicht dat werd uitgeoefend, kon marktvertrouwen gewonnen worden en de stad als marktstad een goede naam krijgen. Dit is overgeleverd van bijvoorbeeld Leiden en Leuven. In sommige gevallen was de markt bekend tot ver buiten de grenzen. Ook de bescherming van aan- en afvoerroutes tegen rovers speelden een belangrijke rol.
Als een plaats ophield met het organiseren van markten, maar nog marktrechten had, kon ze de titel van marktstad blijven voeren. Onder het leenstelsel droegen plaatsen zonder stadsrechten in de Lage Landen wel de naam (markt)vlek of vrijheid, in Duitsland Flecken (Noord-Duitsland) en Wigbold (Westfalen).
De naam marktstad wordt in lossere zin nog steeds gebruikt voor steden waar producten uit de omgeving worden verhandeld en voor steden die ooit bekendstonden om deze functie. Vroegere marktsteden zijn soms te herkennen aan hun naam, zoals in Engeland Market Drayton, Market Harborough, Chipping Norton en Chipping Sodbury ('chipping' is afgeleid van een Saksisch werkwoord dat 'kopen' betekent) en in Duitsland Markt Berolzheim en Marktbergel.